# STS-51-J
STS-51-J byla první mise raketoplánu Atlantis. Celkem se jednalo o 21. misi raketoplánu do vesmíru. Cílem letu byla doprava materiálu pro americké ministerstvo obrany.

## Posádka
- Karol J. Bobko (3) velitel
- Ronald J. Grabe (1) pilot
- David C. Hilmers (1) letový specialista
- Robert L. Stewart (2) letový specialista
- William A. Pailes (1) specialista pro užitečné zatížení

V závorkách je uvedený dosavadní počet letů do vesmíru včetně této mise.

## Hlavní údaje
Jednalo se o druhý let raketoplánu pro ministerstvo obrany, prohlášený za tajný. Nákladem byly dva satelity DSCS-III (každý o váze 2 615 kg), určené pro obranný komunikační systém. Satelity s pomocí pomocného motoru IUS upper stage umístěny na geostacionární orbitu.